# Bundesstraße 11
De Bundesstraße 11 (kortweg B11) is een (bundesstraße) in de  Duitsedeelstaat Beieren.
De  B11 verbbindt de Tsjechische grens bij Bayerisch Eisenstein via Regen, Deggendorf, Landshut en München naar Krün. De weg is 157 kilometer lang.

## Routegeschrijving
De B11 begint op de Tsjechische grens ten noorden van  Bayerisch Eisenstein waar ze overgaat in de I27 naar Železná Ruda. De weg loopt door Bayerisch Eisenstein langs Zwiesel en Regen naar de afrit Regen-Süd waar hij aansluit op de B85. De B11/B85 lopen nu samen naar de rondweg van Patersdorf waar de B11 weer afsplitst. De B11 loopt. nu door Ruhmannsfelden met een rondweg langs] Ruhmannsfelden, door Gotteszell, langs Weiherhäuser en Grafling naar de rondweg van Deggendorf waar B11 bij afrit Deggendorf-Mitte  overgaat in de A92.
Vervanging
Tussen afrit Deggendorf-Mitte en afrit Landshut/Essenbach is de B11 vervangen door de A92.
Voortzetting
De B11 begint weer op de afrit Landshut/Essenbach van de A92 waar ze aansluit op de B15. De B11/B15 lopen samen via de rondwegen van Gaden en Ergolding, waar ze bij afrit Ergolding-Mitte de B299 aansluit,  richting Landshut. In Landshut kruisen ze de rivier de Isar waarna de B15 in het stadsdeel Achdorf. De B11 loopt verder langs Tiefenbach. Hofham, Viecht} en Kronwink, door Weixerau  en sluit bij afrit Moosburg-Nord aan op de A92.
Vervanging
Tussen afrit Moosburg-Nord A92 en afrit München-Brudermühlstraße B2R is de B11 vervangen door de A92, de A9 en de B2R
Voortzetting
Vanaf afrit München-Brudermühlstraße (B2 R) loopt de B11 in zuidelijke richting München uit. De B11 loopt via de rondweg van Pullach, door Buchenhain, Schäftlarn,  Icking, Wolfratshausen, waar de B11a, langs Geretsried, Königsdorf, Langau en sluit bij afrit Bad Heilbrunn aan op de 472, De B11 vormt zowel de noordelijke als de  westelijke randweg van Bichl. De B11 loopt verder door Benediktbeuern, Schälärm Kochel, Wallgau en Krün waarna de B11  bij afrit Krün aansluit op de B2.
B2 · B2a · B2R · B3 · B4 · B4R · B8 · B10 · B11 · B12 · B13 · B13n · B14 · B15 · B15n · B16 · B17 · B18 · B19 · B20 · B21 · B22 · B23 · B25 · B26 · B26a · B27 · B28 · B28a · B29 · B30 · B31 · B31a · B32 · B33 · B33a · B34 · B35 · B36 · B37 · B38 · B38a · B39 · B44 · B45 · B47 · B85 · B89 · B131n · B173 · B276 · B278 · B279 · B285 · B286 · B287 · B289 · B290 · B291 · B292 · B293 · B294 · B295 · B296 · B297 · B298 · B299 · B300 · B301 · B302 · B303 · B304 · B305 · B306 · B307 · B308 · B309 · B310 · B311 · B312 · B313 · B314 · B315 · B316 · B317 · B318 · B319 · B340 · B378 · B388 · B415 · B425 · B426 · B462 · B463 · B464 · B465 · B466 · B467 · B468 · B469 · B470 · B471 · B472 · B491 · B492 · B500 · B505 · B512 · B523 · B532 · B533 · B535 · B588 · B999